# Wohnhaus Katharinenstraße 1

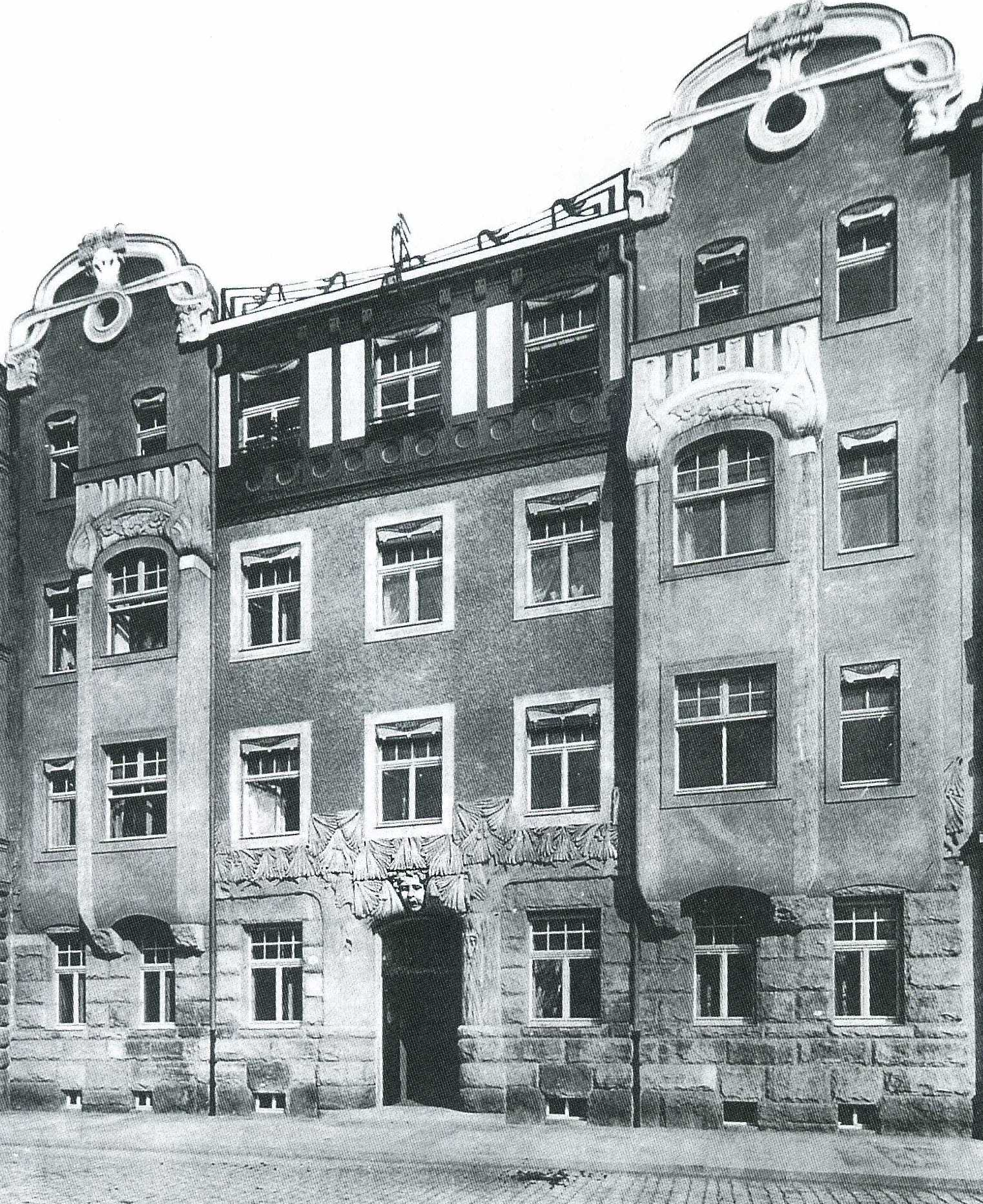
Dresden Katharinenstraße 1 von Friedrich Wilhelm Hertzsch Aufnahme vor 1905

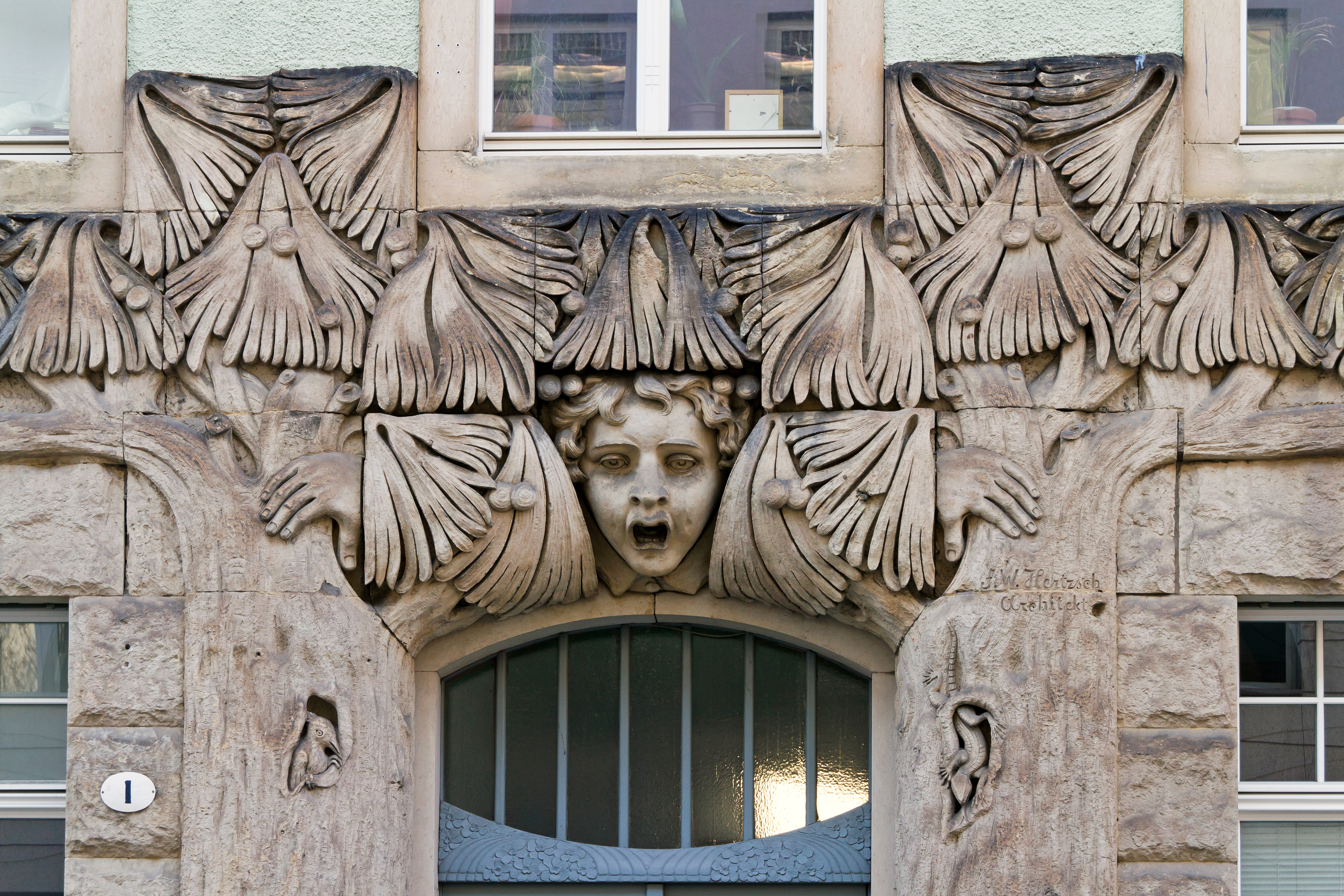
Schmuck des Eingangsportals

Das Wohnhaus Katharinenstraße 1 ist ein denkmalgeschütztes Jugendstilgebäude in der Äußeren Neustadt Dresdens, das 1903 nach Plänen des Architekten Friedrich Wilhelm Hertzsch erbaut wurde und dem Architekten gehörte. Es entstand zusammen mit den Häusern Katharinenstraße 3 und Katharinenstraße 5 vom selben Architekten.

Hervorzuheben ist seine reiche Bauplastik, die zu den „aufwendigsten des Dresdner Jugendstils“ zählt.

## Beschreibung
Das Gebäude wurde als viergeschossiges Wohnhaus innerhalb einer geschlossenen, heute teilweise kriegszerstörten Bebauung errichtet. Die Fassade hat eine Frontlänge, die sieben Achsen breit ist. Bemerkenswert ist vor allem das Erdgeschoss, das eine aufwändige Bildhauerarbeit in Sandstein auszeichnet. Das Motiv des aus einem Blätterwald herausrufenden Frauenkopfes findet sich in abgewandelter Ausführung an mehreren Dresdner Gebäuden. So etwa am Wohnhaus Bundschuhstraße 5 in der Johannstadt, das ebenfalls 1903 errichtet wurde. Zum ersten Male wurde dieses Motiv vermutlich 1897 über dem Portal des Hauses König-Albert-Straße 29 (heute Albertstraße; das Haus wurde im Krieg zerstört) verwendet. Es war eine Arbeit des Dresdner Bildhauers Eduard Jungbluth (1868–1949). Die Urheberschaft ist unklar.
Die Obergeschosse zeigen einen reichen plastischen Schmuck in Putz und Stuck.